# فوت بر مجذور ثانیه
فوت بر مجذور ثانیه (یا پا بر مجذور ثانیه) یکی از یکاهای شتاب است. این یکا تغییر در سرعت بر حسب فوت بر ثانیه (ft/s) تقسیم بر زمان بر حسب ثانیه (s) را بیان می کند (یا مسافت طی شده بر حسب فوت (ft)، تقسیم بر زمان بر حسب مجذور ثانیه). یکای متناظر آن در دستگاه بین‌المللی یکاها (SI) متر بر مجذور ثانیه است.
نمادهای آن شامل ft/sec/sec، ft/s/s، ft/sec2، ft/s2 و ft s−2 است.

## تبدیل‌ها
| مقدار پایه      | (گال، یا cm/s2) | (ft/s2)   | (m/s2)   | (گرانش استاندارد، g0) |
| --------------- | --------------- | --------- | -------- | --------------------- |
| ۱ گال، یا cm/s2 | ۱               | ۰٫۰۳۲۸۰۸۴ | ۰٫۰۱     | ۰٫۰۰۱۰۱۹۷۲            |
| ۱ ft/s2         | ۳۰٫۴۸۰۰         | ۱         | ۰٫۳۰۴۸۰۰ | ۰٫۰۳۱۰۸۱۰             |
| ۱ m/s2          | ۱۰۰             | ۳٫۲۸۰۸۴   | ۱        | ۰٫۱۰۱۹۷۲              |
| ۱ g0            | ۹۸۰٫۶۶۵         | ۳۲٫۱۷۴۰   | ۹٫۸۰۶۶۵  | ۱                     |